# Pierre Ferlin
Pierre Ferlin (fl. XIX secolo) è stato un canottiere francese.
Partecipò all'Olimpiade 1900 di Parigi. Nella gara di singolo fu eliminato in semifinale mentre nella gara di due con arrivò quarto.